# Serge Savard
Serge Aubrey Savard, född 22 januari 1946 i Montreal, är en kanadensisk före detta professionell ishockeyspelare. Savard spelade för Montreal Canadiens och Winnipeg Jets i NHL åren 1966–1983.

## Karriär
Serge Savard var en del av det framgångsrika Montreal Canadiens som vann åtta Stanley Cup mellan 1968 och 1979. Savard själv vann Conn Smythe Trophy som slutspelets mest värdefulle spelare 1969.
Internationellt representerade Savard det kanadensiska landslaget i Summit Series mot Sovjetunionen 1972 samt i 1976 års Canada Cup.
Savard valdes in i Hockey Hall of Fame 1986.

## Statistik

### Klubbkarriär
| 1963–64    | Montreal Jr. Canadiens    | OHA        | 56   | 3   | 31  | 34  | 0   | —   | —  | —  | —  | —  |
| 1964–65    | Omaha Knights             | CPHL       | 2    | 0   | 0   | 0   | 0   | 4   | 0  | 1  | 1  | 4  |
|            | Montreal Junior Canadiens | OHA        | 56   | 14  | 33  | 47  | 0   | —   | —  | —  | —  | —  |
| 1965–66    | Montreal Junior Canadiens | OHA        | 46   | 9   | 12  | 21  | 72  | —   | —  | —  | —  | —  |
| 1966–67    | Houston Apollos           | CPHL       | 68   | 7   | 25  | 32  | 155 | 5   | 1  | 3  | 4  | 17 |
|            | Montreal Canadiens        | NHL        | 2    | 0   | 0   | 0   | 0   | —   | —  | —  | —  | —  |
|            | Quebec Aces               | AHL        | —    | —   | —   | —   | —   | 1   | 0  | 0  | 0  | 2  |
| 1967–68    | Montreal Canadiens        | NHL        | 67   | 2   | 13  | 15  | 34  | 6   | 2  | 0  | 2  | 0  |
| 1968–69    | Montreal Canadiens        | NHL        | 74   | 8   | 23  | 31  | 73  | 14  | 4  | 6  | 10 | 24 |
| 1969–70    | Montreal Canadiens        | NHL        | 64   | 12  | 19  | 31  | 38  | —   | —  | —  | —  | —  |
| 1970–71    | Montreal Canadiens        | NHL        | 37   | 5   | 10  | 15  | 30  | —   | —  | —  | —  | —  |
| 1971–72    | Montreal Canadiens        | NHL        | 23   | 1   | 8   | 9   | 16  | 6   | 0  | 0  | 0  | 10 |
| 1972–73    | Montreal Canadiens        | NHL        | 74   | 7   | 32  | 39  | 58  | 17  | 3  | 8  | 11 | 22 |
| 1973–74    | Montreal Canadiens        | NHL        | 67   | 4   | 14  | 18  | 49  | 6   | 1  | 1  | 2  | 4  |
| 1974–75    | Montreal Canadiens        | NHL        | 80   | 20  | 40  | 60  | 64  | 11  | 1  | 7  | 8  | 2  |
| 1975–76    | Montreal Canadiens        | NHL        | 71   | 8   | 39  | 47  | 38  | 13  | 3  | 6  | 9  | 6  |
| 1976–77    | Montreal Canadiens        | NHL        | 78   | 9   | 33  | 42  | 35  | 14  | 2  | 7  | 9  | 2  |
| 1977–78    | Montreal Canadiens        | NHL        | 77   | 8   | 34  | 42  | 24  | 15  | 1  | 7  | 8  | 8  |
| 1978–79    | Montreal Canadiens        | NHL        | 80   | 7   | 26  | 33  | 30  | 16  | 2  | 7  | 9  | 6  |
| 1979–80    | Montreal Canadiens        | NHL        | 46   | 5   | 8   | 13  | 18  | 2   | 0  | 0  | 0  | 0  |
| 1980–81    | Montreal Canadiens        | NHL        | 77   | 4   | 13  | 17  | 30  | 3   | 0  | 0  | 0  | 0  |
| 1981–82    | Winnipeg Jets             | NHL        | 47   | 2   | 5   | 7   | 26  | 5   | 0  | 0  | 0  | 2  |
| 1982–83    | Winnipeg Jets             | NHL        | 76   | 4   | 16  | 20  | 29  | 3   | 0  | 0  | 0  | 2  |
| NHL totalt | NHL totalt                | NHL totalt | 1040 | 106 | 333 | 439 | 592 | 130 | 19 | 49 | 68 | 88 |

### Internationellt
| År     | Lag    | Turnering     |    | Matcher | Mål | Assist | Poäng | Utv |
| ------ | ------ | ------------- | -- | ------- | --- | ------ | ----- | --- |
| 1972   | Kanada | Summit Series | 5  | 0       | 2   | 2      | 0     |     |
| 1976   | Kanada | Canada Cup    | 7  | 0       | 3   | 3      | 0     |     |
| Totalt | Totalt | Totalt        | 12 | 0       | 5   | 5      | 0     |     |

## Meriter
- Stanley Cup – 1968, 1969, 1971, 1973, 1976, 1977, 1978 och 1979
- Conn Smythe Trophy — 1969
- Bill Masterton Memorial Trophy — 1979
- NHL Second All-Star Team — 1978–79
- Summit Series – 1972
- Canada Cup – 1976